# هليزآباد (مقاطعة دهغلان)
هليزآباد (بالفارسية: هلیزآباد) هي قرية تقع في قسم قوري تشاي الريفي (مقاطعة دهغلان) في إيران. يقدر عدد سكانها بـ 372 نسمة .